# Valeyres-sous-Rances
Valeyres-sous-Rances é uma comuna da Suíça, situada no distrito de Jura-Nord Vaudois, no cantão de Vaud. Tem 6,35 km² de área e sua população em 2018 foi estimada em 621 habitantes.